# Kungsstugan

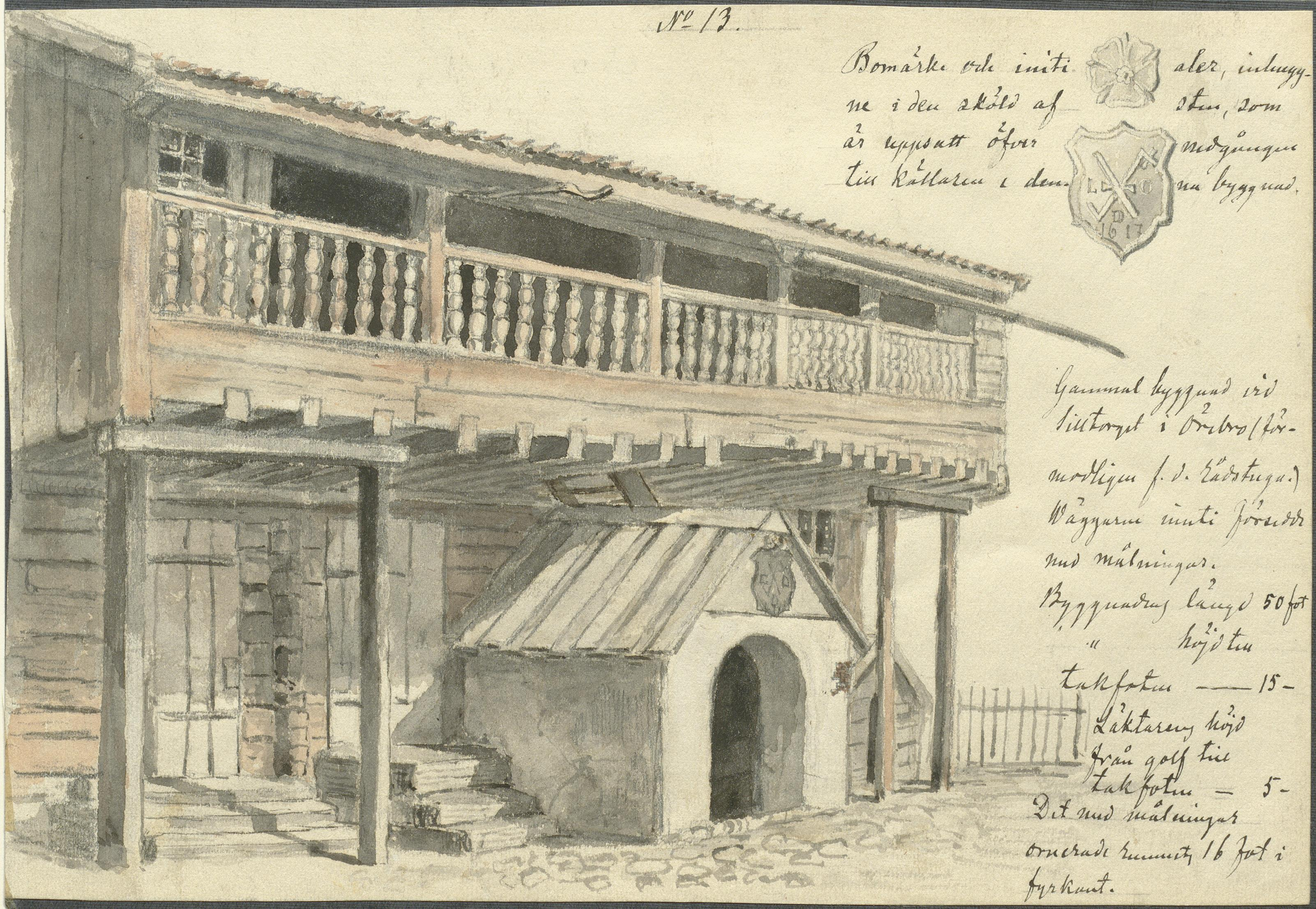
Kungsstugan avbildad vid sin ursprungliga placering vid Järntorget. Akvarellerad pennteckning.

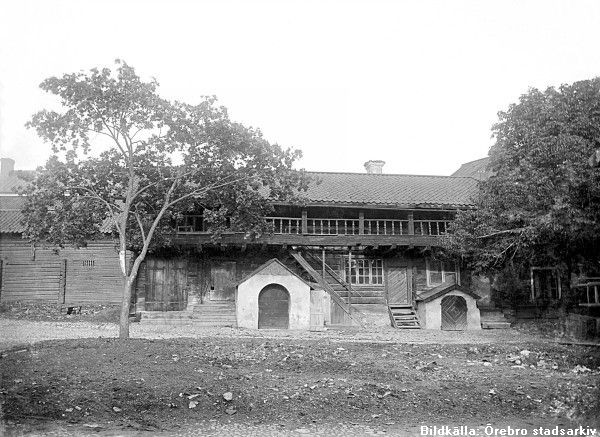
Kungsstugan på ursprunglig plats (1890-tal).

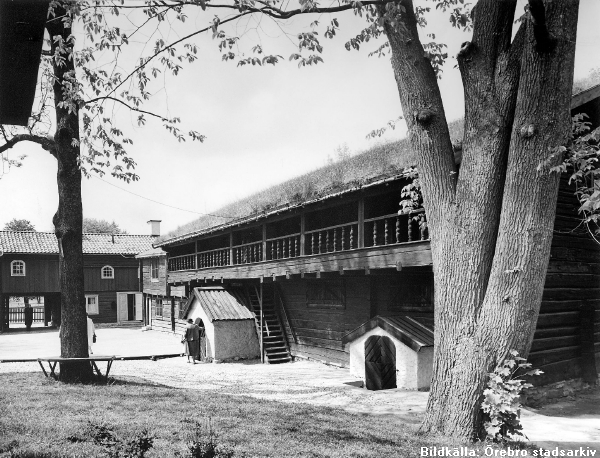
Kungsstugan på sin nuvarande plats i Wadköping (1965).

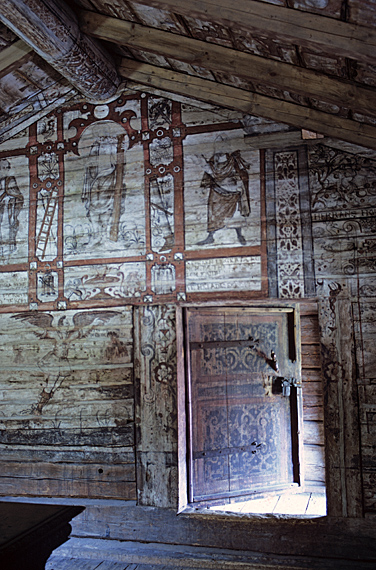
Hertingens kammare.

Kungsstugan är en loftbyggnad i Örebro. Den kan härstamma redan från 1400-talet, men är känd från slutet av 1500-talet. Den kom att ingå i en gård, Borgmästargården, som byggdes 1617 av borgmästaren Lars Bohm.

## Historik
Hertig Karl ska enligt traditionen ha övernattat i Kungsstugan åren 1580 och 1581, när Örebro slott byggdes om från borg till renässansslott. Hertig Karl blev dock kung först år 1604 under namnet Karl IX. Omkring år 1630 ska även Axel Oxenstierna ha bott i huset.
I bottenvåningen finns fyra visthusbodar. På övervåningen finns en gäststuga och en sovkammare. Sovkammaren har enligt traditionen kallats hertig Karls sängkammare. Gäststugan har kallats Rikssalen eller Vasa gamla Rikssal. Namnet på detta rum anknyter till en föga trovärdig tradition att ett riksmöte skulle ha hållits här år 1540. I rummen på ovanvåningen finns unika vägg- och takmålningar från 1580-talet och 1620-talet bevarade. Möjligen är dess utförda av kungens egna målare. 
Stadsarkitekten Magnus Dahlander omnämner Kungsstugan som en av landets mest intressanta byggnader, och landsantikvarien Bertil Waldén beskriver den som en unik relikt såsom prov på medeltidsstadens träbyggnadskonst. Waldén liknar den vid Ornässtugan i Dalarna.
Huset nämns redan av Johan Fredric Bagge 1785 i hans Beskrifning om Upstaden Örebro:
| ”                     | ...är en gammal träbyggning, bestående av förstuga, sal, och kammare, lika med vår tids bondestugor. Rummen äro i fordna tiders smak inredde, och byggningen märkvärdig deraf, att konung Carl IX under påstående slottsbyggnad i staden, varit här boende; ifrån hvilken tid den blifvit af gårdens ägare, man efter man, underhållen i sit fordna tilstånd, utan at bebos eller eljest af dem blifva nyttjad. | „ |
| – Johan Fredric Bagge | |   |

Kungsstugan låg ursprungligen vid Järntorget (som förr hette Hökartorget eller Silltorget) i centrala staden. Man känner inte till dess ägare före 1600-talet. Någon gång kring sekelskiftet år 1600 förvärvades Borgmästargården (i vilken Kungsstugan ingick) av borgmästaren Lars Olofsson Bohm (1571–1629), möjligen genom gifte. Efter flera ägarbyten kom Kungsstugan mot slutet av 1700-talet i familjen Westerlings ägo. Den kallades då för "Westerlingska gården". Mot slutet av 1800-talet kom den i Örebro stads ägo. En invit om att den skulle flyttas till Skansen avvisades.
Då Järntorget byggdes om, flyttades Kungsstugan på initiativ av "fornvännerna" i Örebro år 1899 till Alsnäs udde, senare omdöpt till Lars Bohms udde, belägen invid Stadsparken. Där fick det år 1910 sällskap av Borgarhuset. De båda husen kom att utgöra grunden till kulturreservatet Wadköping, som invigdes 1965. Inför tillkomsten av Wadköping flyttades Kungsstugan år 1963 ett tiotal meter till sin nuvarande plats.
Kungsstugan byggnadsminnesförklarades år 2000.

### Webbkällor
- Örebro kommun[död länk]
- Länsstyrelsen i Örebro län om Kungsstugan